# Chappes (Ardenne)
Chappes è un comune francese di 99 abitanti situato nel dipartimento delle Ardenne nella regione del Grand Est.

## Società

### Evoluzione demografica
Abitanti censiti